# البشير الدامون
البشير الدامون روائي مغربي ولد بتطوان، المغرب. انطلقت مسيرته الأدبية سنة 2008، من خلال روايته الأولى سرير الأسرار، والتي لاقت متابعة نقدية مهمة، ليتبعها برواية أرض المدامع سنة 2012 والتي شكلت امتدادا لروايته الأولى عبر فضاءات سردية تتراوح بين الواقع العميق لمدينة تطوان و السرد الموغل في التاريخ والأسطورة.
رغم حداثة تجربته الأدبية، استطاع الدامون أن يفرض نفسه كأحد الأسماء الواعدة للأدب المغربي.

## سيرته
نشأ البشير الدامون في أحد أحياء تطوان الشعبية، وانطلق اهتمامه بالأدب خلال فترة المراهقة، تجسد من خلال شغف كبير بالقراءة وعبر محاولات شعرية وقصصية خجولة، كما وصفها في أحد حواراته. بعد دراسة جامعية أولى في ميدان العلوم الاقتصادية، اشتغل في إدارة البريد. استمر شغفه للتحصيل، فنال شهادة باكالوريا أخرى في الآداب، ليعاود ولوج الحياة الجامعية لمرة ثانية، عبر كلية أصول الدين، ثم كلية الآداب، شعبة الأدب الفرنسي.

بعد إتمامه لرواية سرير الأسرار، تقدم الدامون للحصول على دعم نشر الكتاب الأول من طرف وزارة الثقافة المغربية، إلا أن طلبه بقي دون رد. أرسل المخطوطة إلى دار الآداب البيروتية، التي رحبت بالعمل ونشرت الرواية سنة 2008. تسبر الرواية الأعماق النفسية لفتاة نشأت في أحد الأحياء العميقة والشعبية لمدينة تطوان، و تطور حياتها وطريقة تفكيرها، في ظروف صعبة بحكم وضعها الاجتماعي المعقد. في 2012، صدرت ثاني رواياته، أرض المدامع، و التي شكلت حبكتها استمرارا للرواية الأولى، أي تطور حياة الفتاة، ونشاطاتها السياسية ما بعد ولوج الحياة الجامعية، إبان انتفاضة تطوان سنة 1984. ستؤدي تطورات الحياة السياسية للبطلة، إلى الاحتماء بفضاءات قصر الباشا بتطوان، حيث ستعيش تجارب إنسانية عميقة في عوالم تاريخية و فانتازية. رغم تموقع الزمن الروائي في الثمانينيات، ترحل الرواية إلى مراحل تاريخية أقدم كمرحلة الحكم الروماني (عهد كاليغولا) و نهاية الخمسينيات، عندما تشير إلى التطاحن السياسي في شمال المغرب، بين حزبي الاستقلال والشورى و الاستقلال.

## أعماله
- سرير الأسرار: رواية، دار الآداب، بيروت، 2008.
- أرض المدامع: رواية، المركز الثقافي العربي، الدار البيضاء-بيروت، 2012.
- هديل سيدة حرة: رواية، المركز الثقافي العربي، الدار البيضاء-بيروت، 2015[7]
- حكاية مغربية، رواية، المركز الثقافي العربي، الدار البيضاء-بيروت،2017.[8]